# Wojciech Szczęsny
Wojciech Tomasz Szczęsny [ˈvɔi̯t͡ɕɛx ˈtɔmaʃ ˈʂʈ͡ʂɛ̃snɨ] anhörenⓘ (* 18. April 1990 in Warschau) ist ein polnischer Fußballtorwart. Er steht beim FC Barcelona unter Vertrag.

## Vereinskarriere
Szczęsny begann das Fußballspielen in seiner Geburtsstadt bei Agrykola Warschau und spielte daraufhin in der Jugendmannschaft von Legia Warschau. 2006 kam er in die Jugendakademie des englischen Klubs FC Arsenal, für dessen erste Mannschaft er 2009 im League-Cup-Spiel gegen West Bromwich Albion (2:0) zu seinem ersten Einsatz kam. Ende 2009 wurde Szczęsny für ein halbes Jahr an den FC Brentford in die Football League One ausgeliehen. Sein Debüt gab er am 21. November 2009 am 17. Spieltag gegen den FC Walsall. Bis zum Ende des Leihvertrages bestritt er 28 Partien und kehrte dann zum FC Arsenal zurück. Anfangs kam er nur in Partien des FA Cups zum Einsatz. Durch die Verletzungen von Manuel Almunia und dessen Vertreter Łukasz Fabiański wurde im Laufe der Saison vermehrt auf die Dienste Szczęsnys gesetzt. Sein Debüt in der Premier League gab er am 13. Dezember 2010 am 17. Spieltag gegen Manchester United und in der Champions League am 16. Februar 2011 im Achtelfinal-Hinspiel gegen den FC Barcelona.
Nachdem er während der zweiten Hälfte der Saison 2010/11 gute Spiele gemacht hatte, fungierte er als Stammtorhüter von Arsenal. Am Ende der Saison wurde er mit Arsenal Vierter und zog in die Champions-League-Qualifikation ein. Dort parierte er im Rückspiel gegen Udinese Calcio einen Elfmeter von Antonio Di Natale und sicherte Arsenal den Einzug in die Champions-League-Gruppenphase. Er wurde am Saisonende mit Arsenal Tabellendritter und zog erneut in die Champions-League-Gruppenphase ein. In der Champions-League-Saison 2013/14 wurde er im Achtelfinale gegen den FC Bayern München nach einem Foul an Arjen Robben vom Platz gestellt. Am Ende der Saison gewann er mit Arsenal den FA Cup, war jedoch nur Ersatzspieler, da sein Landsmann Łukasz Fabiański in diesem Wettbewerb den Vorzug erhielt.
Nachdem Szczęsny in der Saison 2014/15 seinen Stammplatz an David Ospina verloren hatte und mit Petr Čech ein weiterer Torwart verpflichtet worden war, wechselte er im Sommer 2015 für ein Jahr auf Leihbasis zur AS Rom. Er absolvierte das Jahr in der Serie A als Stammtorwart und belegte mit dem Verein Platz 3 in der Meisterschaft. Zur Saison 2016/17 lief Szczęsnys Leihvertrag bei der Roma zunächst aus. Er kehrte nach seinem Urlaub nach der Europameisterschaft 2016 in Frankreich aber nicht nach London zurück, sondern wurde Anfang August für ein weiteres Jahr an die Roma verliehen.
Im Juli 2017 unterschrieb Szczęsny einen Vertrag bis 2021 bei Juventus Turin. Anschließend erhielt er einen neuen Vertrag bis 2025, welcher im August 2024 vorzeitig aufgelöst wurde.
Am 27. August 2024 gab Szczęsny das Ende seiner aktiven Fußballkarriere bekannt. Anfang Oktober 2024 schloss er sich bis zum Ende der Saison 2024/25 dem FC Barcelona an, dessen Stammtorhüter Marc-André ter Stegen sich zuvor schwer verletzt hatte. Szczęsny überzeugte und unterschrieb im Juli 2025 einen Vertrag bis zum Ende der Saison 2026/27.

## Nationalmannschaft

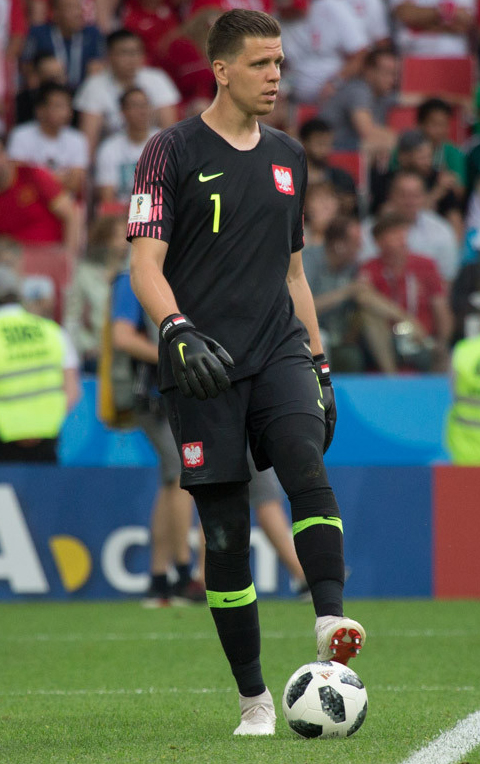
Wojciech Szczęsny bei der WM 2018

Für die polnische U20-Fußballnationalmannschaft bestritt Wojciech Szczęsny sechs Spiele und nahm 2007 an der U-20-Weltmeisterschaft in Kanada teil. Im selben Jahr stand er auch im europäischen Aufgebot beim UEFA-CAF Meridian Cup. Danach kam er in der polnischen U-21 zum Einsatz und spielte mit dieser in der EM-Qualifikation. Am 18. November 2009 debütierte er schließlich bei einem Freundschaftsspiel gegen Kanada für die A-Nationalmannschaft und hielt, nachdem er für Tomasz Kuszczak in der Halbzeit eingewechselt worden war, den 1:0-Sieg fest. Erst 2011 kam er in acht weiteren Testspielen zum Einsatz und wurde dann von Nationaltrainer Franciszek Smuda in den Kader für die EM 2012 im eigenen Land berufen. Er stand in der Startaufstellung für das erste Gruppenspiel gegen Griechenland, sah jedoch in der 68. Spielminute nach einem Foul an Dimitrios Salpingidis die Rote Karte. Damit war die EM für Szczęsny bereits beendet. Für das folgende Gruppenspiel gegen Russland war er gesperrt; im abschließenden Gruppenspiel gegen Tschechien erhielt Przemysław Tytoń den Vorzug.
In der folgenden erfolglosen WM-Qualifikation war Szczęsny die Nummer zwei, erst im letzten Gruppenspiel holte er sich den Platz im Tor zurück. In der Qualifikation für die Europameisterschaft 2016 bestritt er die ersten vier Spiele, verlor dann aber seinen Stammplatz an Łukasz Fabiański. Trotzdem wurde er mit der Trikotnummer 1 ins polnische EM-Aufgebot aufgenommen und stand in der Auftaktbegegnung gegen Nordirland im Tor. Aufgrund einer Verletzung war es allerdings das einzige Spiel, das er während des Turniers bestritt.
Bei der Weltmeisterschaft 2018 in Russland gehörte Szczęsny zum polnischen Aufgebot. Er wurde in zwei Gruppenspielen eingesetzt und schied mit der Mannschaft nach der Gruppenphase aus.
Zur Europameisterschaft 2021 wurde Szczęsny in den polnischen Kader berufen, kam aber mit diesem nicht über die Gruppenphase hinaus.
Bei der Weltmeisterschaft 2022 in Katar gehörte Szczęsny zum polnischen Aufgebot. Im zweiten Gruppenspiel gegen Saudi-Arabien, das Polen mit 2:0 gewann, machte er mit einem gehaltenen Foulelfmeter und mit der Abwehr des folgenden Nachschusses von sich reden. Im folgenden Gruppenspiel gegen Argentinien hielt er gegen den mehrmaligen Weltfußballer Lionel Messi einen weiteren Elfmeter. Szczęsny schied mit Polen im Achtelfinale nach einem 1:3 gegen den Titelverteidiger Frankreich aus.
Bei der Europameisterschaft 2024 in Deutschland gehörte Szczęsny ebenfalls zum von Michał Probierz zusammengestellten polnischen Kader. Polen schied in der Vorrunde aus und Szczęsny kam dabei in den Partien gegen die Niederlande und gegen Österreich zum Einsatz. Das zweite Gruppenspiel gegen Österreich war sein 84. und letztes Länderspiel.

## Titel und Auszeichnungen
FC Arsenal
- Englischer Pokalsieger (2): 2014, 2015
- Premier Academy League: 2009
- FA Youth Cup: 2009

Juventus Turin
- Italienischer Meister (3): 2018, 2019, 2020
- Italienischer Pokalsieger (2): 2018, 2021
- Italienischer Superpokalsieger (2): 2018, 2020

FC Barcelona
- Spanischer Meister: 2025
- Spanischer Pokalsieger: 2025
- Spanischer Supercupsieger: 2025

Persönliche Auszeichnungen
- Serie-A-Torhüter der Saison: 2019/20

## Privates
Sein Vater ist der ehemalige polnische Fußballtorwart und jetzige Fernsehkommentator Maciej Szczęsny.